# ベクター・W8
W8とは、ベクター・モーターズ社（英: Vector Motors Corporation）によって生産されていた自動車である。

## 概要
W8はベクター・モーターズ初の量産車である。同社は市販車のプロトタイプであるW2を1978年に発表したが、生産のための資金の調達に難航し、また法規の問題もクリアできずにいたため結局生産にこぎつけることができなかった。W2の発表から10年後の1988年に発表されたのが、このW8である。
設計は創設者ジェラルド・ウィーガートとデビット・コストカが手掛けた。基本的にはW2の市販アップグレード版であるが、開発にはW2で得られたノウハウのほか当時の最先端の航空機技術がフィードバックされており、シャシはアルミモノコック、ボディにはカーボンケブラーなどが使用されている。
エンジンはシボレー製V型8気筒OHVをカスタムしたものをベースにギャレット製ツインターボで過給し、トランスミッションはハイパワーに対応するべくシボレー用をカスタムした3速ATが組み合わされた。サスペンションはフロントがダブルウィッシュボーンで、リアはこの手の車としては珍しいド・ディオンアクスルが設定された。
W8の0-60マイル（0－100 km/h）加速はわずか4.2秒で、推定最高速220マイル時以上（354 km/h）となっている。しかし、ボンネビル・ソルトフラッツでのテストでは、W8のベースとなったW2プロトタイプは最高速242マイル時（389 km/h）に達していたとアメリカの自動車雑誌「トップホイール」はレポートしている。
アメリカの自動車雑誌「ロード＆トラック」は、1991年3月と1992年8月に行われたW8の最高速テストの内容を公開し、W8がフェラーリ、ランボルギーニ、および1990年代初期の他のほとんどのスーパーカーを上回る世界最速の生産車であることを宣言した。
1988年のうちに発売が予定されていた。しかし当時のアメリカ国内法規を満たすことができず、修正を行った結果発売まで2年を費やし、デリバリーが開始されたのは1990年になってからだった。量産モデルは法規に合わせてミラー、ノーズ形状、グリル、リアスポイラーの形状が変更となった。
生産はカリフォルニア州ウィルミントンの工場で、すべてハンドメイドで行われた。しかし、ベクターの資金難のため量産が進まず、1993年まで生産されたものの市販されたのはわずか19台であった。残りはレース用のプリプロダクションモデルと、プロトタイプに割り当てられた。
生産された19台の内、2台が日本に輸入されている。内一台はウォルター・ウルフ・レーシングが所有している。

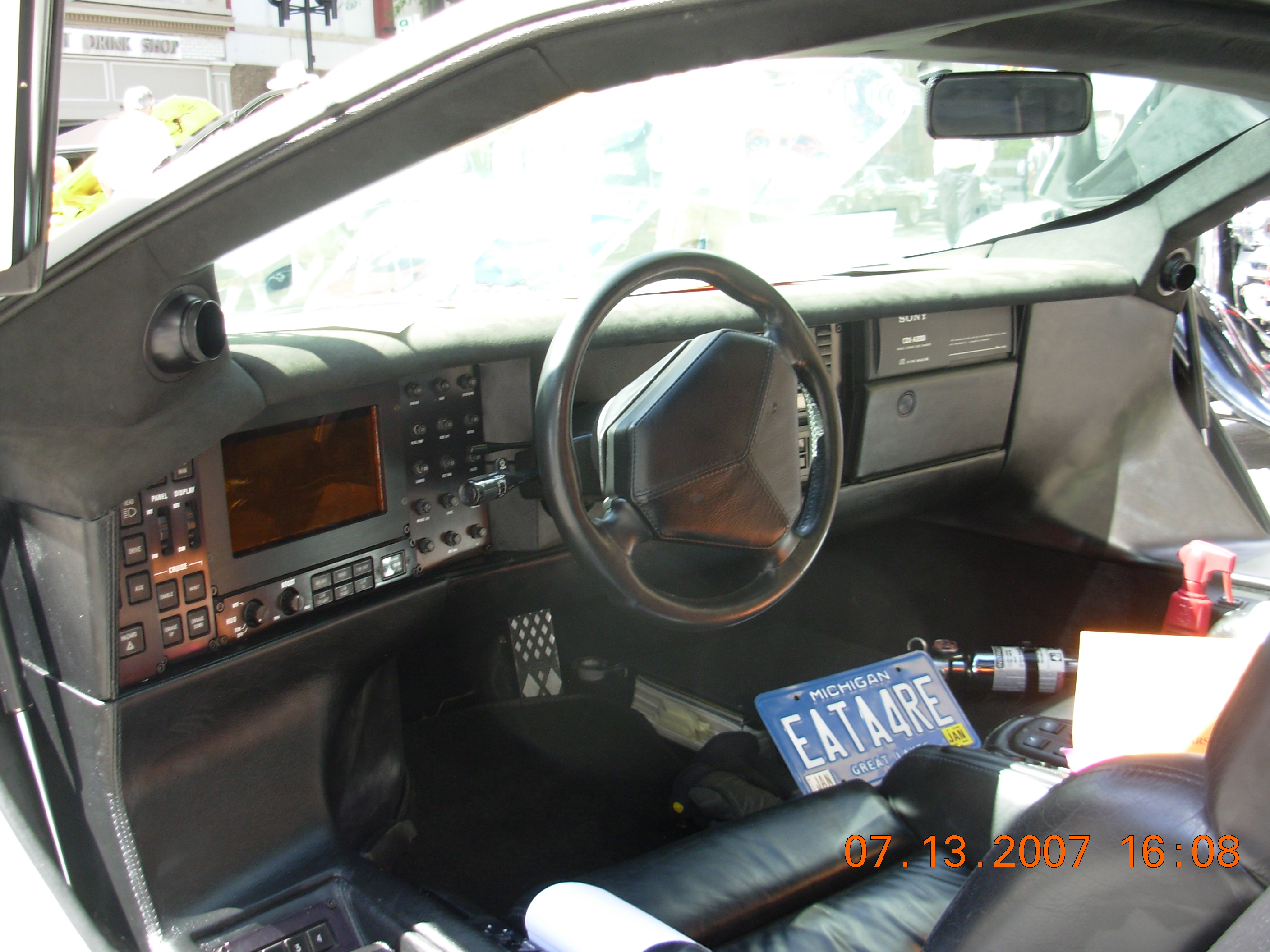
コックピット
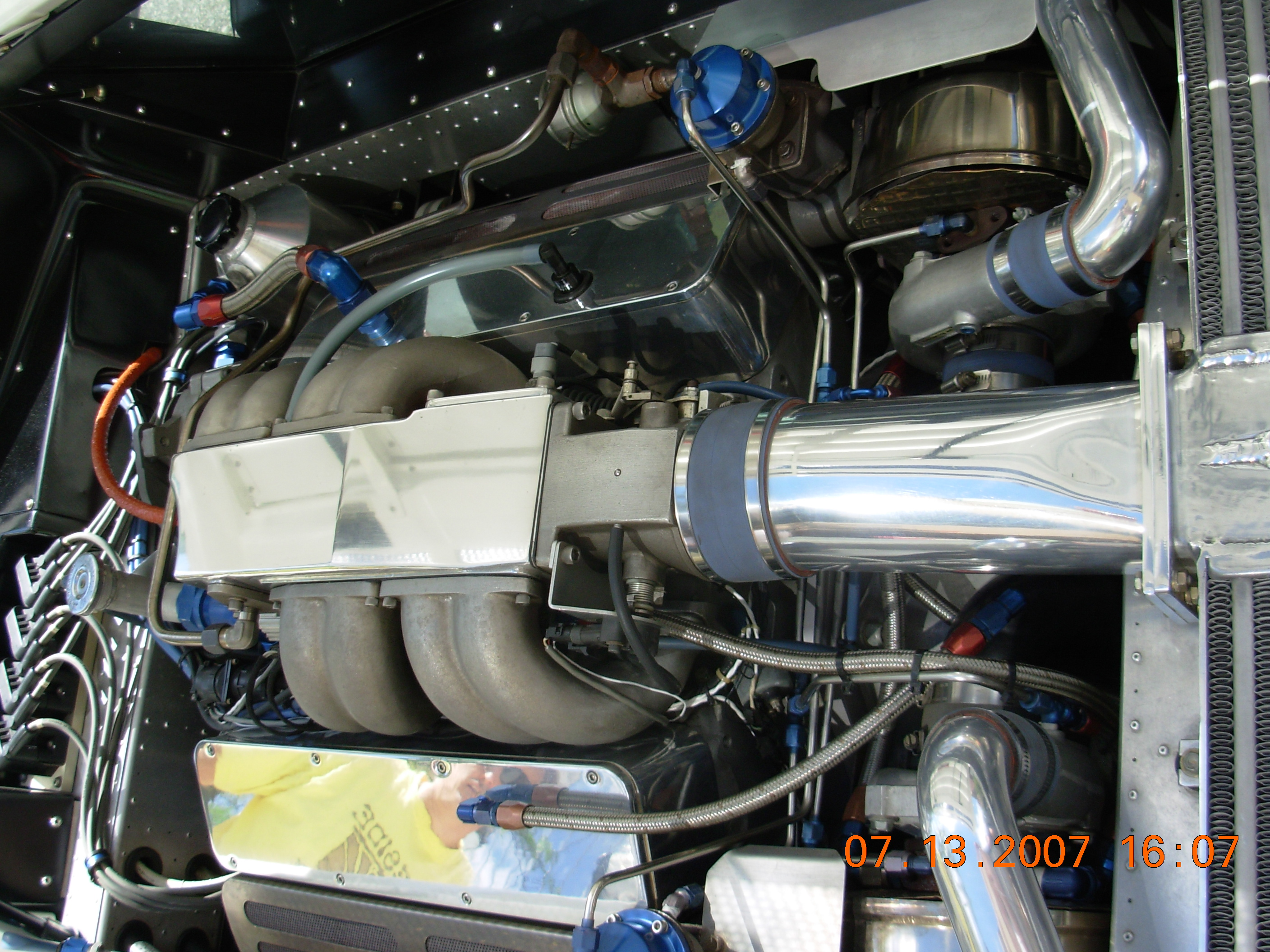
エンジン